# Gérard Pfister
Pour les articles homonymes, voir Pfister.
Gérard Pfister, né à Paris le 7 avril 1951 est un écrivain, poète et éditeur français.
Il est également l’auteur d'études principalement sur le dadaïsme et la mystique rhénane et de traductions de l'allemand, de l'anglais, l'italien et du turc.
Il crée en 1975 les Éditions Arfuyen dont le siège se situe en Alsace et l'administration à Paris.
Il est à l’origine de la création en 2004 du prix de littérature francophone Jean Arp et du prix du patrimoine Nathan Katz, puis, l’année suivante, du prix européen de littérature. Il est en 2018, président de l’Association capitale européenne des littératures (EUROBABEL), qui décerne ces prix.

## Biographie

### Famille et formation
Gérard Pfister est né à Paris le 7 avril 1951 d’une famille d’origine colmarienne.  Sa famille maternelle, liée aux milieux diamantaires néerlandais, est apparentée à la mystique Etty Hillesum, morte le 30 novembre 1943 au camp de concentration de Westerbork.
Après des études secondaires à Sainte-Croix de Neuilly, il poursuit des études supérieures de sciences politiques, de droit, d'urbanisme et de lettres.
À l'université Paris-Sorbonne, il soutient en 1975 une thèse de doctorat sur le poète dadaïste Pierre de Massot dont il publie en 1992 l’essentiel de l’œuvre poétique sous le titre Le déserteur. Le jury de soutenance, présidé par le directeur de thèse Robert Mauzi, comprenait également les professeurs Auguste Anglès, spécialiste de La Nouvelle Revue française, et Michel Sanouillet, spécialiste du dadaïsme.

### Vie professionnelle
Il commence sa carrière professionnelle dans le secteur industriel, puis financier.
Du nom de la petite montagne où il avait une maison de berger, à Malaucène, face au Mont Ventoux, il crée en 1975 avec un groupe d’amis les Éditions Arfuyen. Il en assume depuis cette date la direction littéraire. Le siège se trouve au Lac Noir, à Orbey, dans les Hautes-Vosges alsaciennes.
Il effectue de nombreux voyages en Italie et en Turquie et réalise ses premières traductions.  Il traduit depuis lors de nombreux textes de l’italien (en particulier Margherita Guidacci qu'il a fait découvrir en France), du turc et de l’anglais, mais surtout de l’allemand (en particulier de Maître Eckhart et des mystiques rhénans). En collaboration avec d’autres traducteurs, il donne également en français des textes de l’arabe, du japonais (en particulier du grand poète moderne Ishikawa Takuboku), de l'arabe et du chinois.
En 1990, il propose à François Xavier Jaujard (Éditions Granit), à Michel Camus (Éditions Lettres vives), au poète et marchand d’art Marwan Hoss et à Valérie Catherine Richez de créer une nouvelle revue, L’Autre. Cette luxueuse publication publie cinq numéros, dont un cahier consacré à Pierre-Jean Jouve.
L’œuvre littéraire de Gérard Pfister comprend des livres de poésie, des proses  et des traductions. Roger Munier voit en Gérard Pfister « le poète de la métamorphose spirituelle au sein du monde. D’un monde abordé sans illusion, qui est le nôtre à tous, avec ses tâches, ses soucis, sa douleur, mais transmué, reçu au terme dans la fraîcheur de sa naissance inaperçue ».
Avec son essai Marcel Weinum et la Main Noire paru en 2007, il fait redécouvrir ce mouvement de Résistance presque totalement oublié, créé en septembre 1940 à Strasbourg par 25 garçons de 14 à 16 ans et dont les meneurs seront jugés par un Tribunal spécial en mars 1942. Marcel Weinum a été décapité à Stuttgart le 14 avril 1942 à l’aube de ses 18 ans.
Gérard Pfister  est également l’auteur d’un ouvrage de référence sur la poésie, La poésie, c’est autre chose – mille et une définitions de la poésie, paru en 2008 : « À la lecture de ce passionnant petit volume, note Jean-Yves Masson, on se convainc que, si la poésie ne s'enferme dans aucune définition, elle n'est nullement une chose vague, mais un art sur lequel on peut et on doit réfléchir »
Il participe à de nombreux colloques (notamment sur Jean Tauler, Maître Eckhart et Marie de la Trinité) et collaboré à de nombreuses revues (notamment Arpa, les Cahiers du Sens, Communio, Élan, Phréatique, Poésie 89, Polyphonies, la Revue Alsacienne de Littérature, Sigilla, la Vie spirituelle). Il donne des conférences à la Maison de la Poésie de Paris, à la Maison des écrivains, au Centre Beaubourg, au Centre communautaire de Paris, au Foyer de l'étudiant catholique de Strasbourg, à l'École de la Cause Freudienne et à l'Espace Bernanos.
Une monographie lui a été consacrée en 2009 aux Éditions du Nouvel Athanor, avec une préface de Jean-Luc Maxence.

## Œuvre

### Romans
- Le  Livre des sources, Éditions Pierre-Guillaume de Roux, 2013.

### Poésie
- Faux, revue Arfuyen no 2, 1975 (Rééd. Édition Lieux-dits, 2010).
- Les chiens battus, Éditions Arfuyen, 1977.
- Aventures, Éditions Arfuyen, 1979.
- Y  (deux volumes), Éditions Arfuyen, 1981.
- D’une obscure présence, Éditions Arfuyen, 1985.
- Sur un chemin sans bord, Lettres vives, 1987.
- Arche du souffle, Lettres vives, 1989.
- Celui qui se tait, Lettres vives, 1991.
- L’oubli, Opales, 1995.
- Le tout proche, Lettres vives, 2002.
- La Transparence, Éditions Arfuyen, 2005.
- Le pays derrière les yeux, Éditions Arfuyen, 2009.
- La Représentation des corps et du ciel, comprenant : 
  - Le grand silence, oratorio, Éditions Arfuyen, 2011.
  - Le temps ouvre les yeux, oratorio, Éditions Arfuyen, 2013.
  - Présent absolu, oratorio, Éditions Arfuyen, 2014.
- Ce que dit le Centaure, favola in musica, Éditions Arfuyen, 2017.
- Ce qui n'a pas de nom, Éditions Arfuyen, 2019.

### Proses
- Fragments de l’Hyrôme, Opales, 1991.
- Lumière secrète, Lettres vives, 1995.
- Naissance de l’invisible, préface de Roger Munier, Éditions Arfuyen, 1997.
- Blasons du corps limpide de l’instant, Éditions Arfuyen, 1999.

### Essais
- Marcel Weinum et la Main noire, Éditions Arfuyen, 2007.
- « La poésie, c’est autre chose » – mille et une définitions de la poésie, Éditions Arfuyen, 2008.
- Ainsi parlait Marcel Proust, Éditions Arfuyen, 2021.

### Théâtre
- Paule dite Marie, une femme cachée, d’après la vie et l’œuvre de Marie de la Trinité, Éditions Arfuyen, 2004.

## Traduction

### De l’allemand
- René Schickele, Terre d’Europe, préface d'Adrien Finck, Éditions Arfuyen, 1990.
- Henri Suso, Le plus haut abandon, Éditions Arfuyen, 1991.
- Jakob Böhme, De la vie au-delà des sens, Éditions Arfuyen, 1997. Réédition, Éditions Arfuyen, 2013.
- Anonyme de Francfort, Le Petit Livre de la Vie Parfaite, préface d’Alain de Libera, Éditions Arfuyen, 2000.
- Maître Eckhart, Les Légendes de Maître Eckhart, Éditions Arfuyen, 2002.
- Maître Eckhart, Les Dits de Maître Eckhart, Éditions Arfuyen, 2003.
- Maître Eckhart, Les Dialogues de Maître Eckhart avec sœur Catherine de Strasbourg, Éditions Arfuyen, 2004.
- Maître Eckhart, Sur la naissance de Dieu dans l’âme, préface de Marie-Anne Vannier, Éditions Arfuyen, 2004.
- Angelus Silesius, Un Chemin vers la Joie, Éditions Arfuyen, 2006.
- Jakob van Hoddis, Fin du monde, co-traduit avec Jean-François Eynard, Éditions Arfuyen, 2013.
- Maître Eckhart, Ainsi parlait Maître Eckhart (bilingue moyen haut-allemand - français), Éditions Arfuyen, 2015.
- Rainer Maria Rilke, Ainsi parlait Rainer Maria Rilke (bilingue allemand-français), Éditions Arfuyen, 2018.

### De l’italien
- Margherita Guidacci, Le vide et les formes, Éditions Arfuyen, 1979.
- Leonardo Sinisgalli, L’âge de la lune, Éditions Arfuyen, 1979.
- Luigi Pirandello, Poèmes, Éditions Arfuyen, 1982.
- Margherita Guidacci, Le retable d’Issenheim, Éditions Arfuyen, 1987.
- Margherita Guidacci, Neurosuite, Éditions Arfuyen, 1989.
- Margherita Guidacci, Sibylles, Éditions Arfuyen, 1992.
- Margherita Guidacci, L’Horloge de Bologne, postface de Pierre Dhainaut, Éditions Arfuyen, 2000.

### De l’anglais
- Jessica Powers, Lieu de splendeur, postface de Jean-Pierre Lemaire, Éditions Arfuyen, 1989.
- Emily Dickinson, Vivre avant l’éveil, postface de Margherita Guidacci, Éditions Arfuyen, 1989.
- William Shakespeare, Ainsi parlait Shakespeare, en collaboration avec William English (bilingue anglais-français), Éditions Arfuyen, 2016.
- Oscar Wilde, Ainsi parlait Oscar Wilde (bilingue anglais-français), Éditions Arfuyen, 2017.

### Du turc
- Fazil Hüsnü Daglarca, Avant-lumière, Éditions Arfuyen, 1979.
- Melih Cevdet Anday, L’arbre qui a perdu la quiétude, Éditions Arfuyen, 1981.
- Ahmet Hachim, Les oiseaux du lac, Éditions Arfuyen, 1989.
- Yunus Emre, Les Chants du pauvre Yunus, Éditions Arfuyen, 2004.

## Distinctions
Gérard Pfister a reçu en 1990 la bourse Robert Minder de la Fondation Johann-Wolfgang von Goethe de Bâle, en 2004 le prix littéraire de l'Académie des Marches de l'Est et en 2012, au titre de la littérature, le Bretzel d'or de l'Institut des Arts et Traditions Populaires d'Alsace.
En 2014, il reçoit le prix Maurice Betz.
Il est chevalier dans l'ordre des Arts et des Lettres.

## Pour approfondir